# Paul Mintz
Paul Mintz (lettisch Pauls Mincs; * 30. Juni 1868 in Daugavpils (Dünaburg), Gouvernement Witebsk, Russisches Kaiserreich; † Dezember 1941 im Lager Taischet, Oblast Irkutsk, UdSSR) war ein lettischer Jurist und Politiker und ein Opfer des Stalinismus. 

## Leben

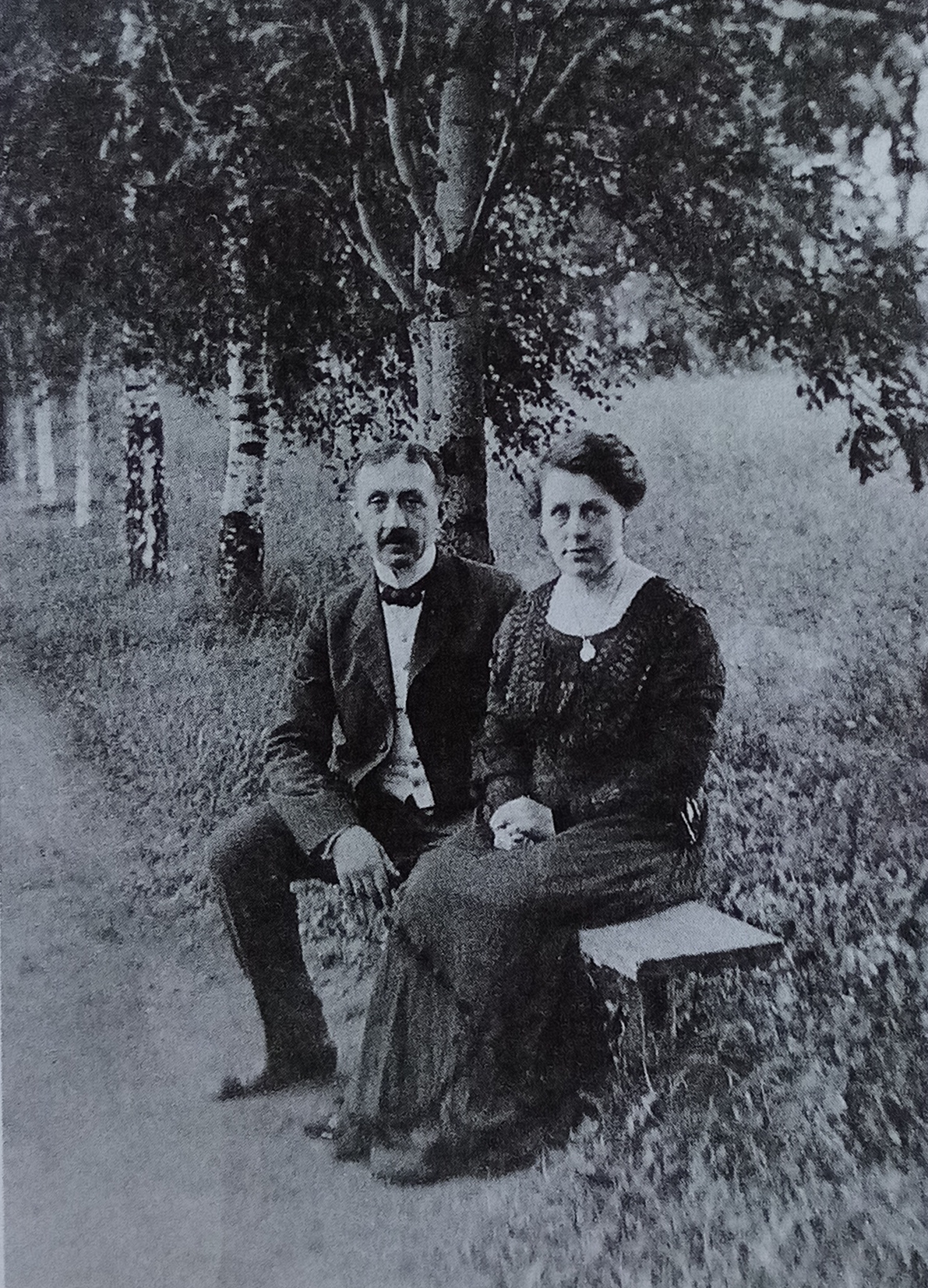
Paul Mintz mit Ehefrau

Paul Mintz wurde als Sohn eines jüdischen Kaufmanns in Dünaburg geboren. Er besuchte das Gymnasium in Riga, das er 1885 abschloss. Anschließend studierte er Jura in Sankt Petersburg und an der Kaiserlichen Universität Dorpat, wo er 1892 den Grad eines Magisters der Rechte erwarb. Zunächst arbeitete er als Rechtsanwalt, nebenher war er Geschäftsführer des baltischen Zweiges der Gesellschaft zur Verbreitung der Aufklärung unter den Juden in Russland (russ. О́бщество для распростране́ния просвеще́ния ме́жду евре́ями в Росси́и). Seit 1917 lehrte Mintz als Dozent an den Universitäten Moskau, Tartu und Riga. 1921 wurde er Professor für Kriminologie, Strafrecht und Strafprozessrecht an der Universität Lettlands in Riga. Er war Vorsitzender des Verbandes jüdischer Juristen in Lettland.

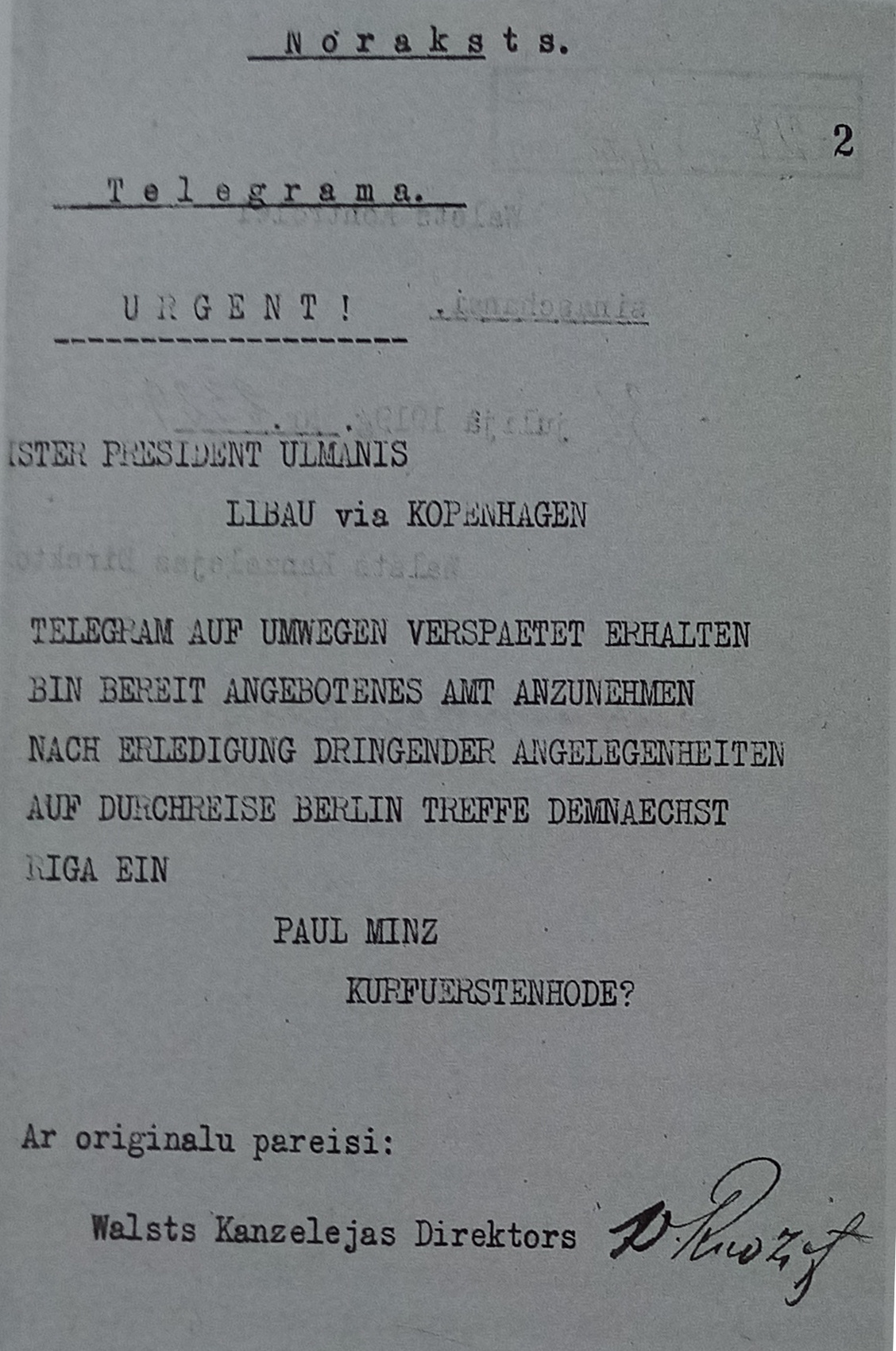
Telegramm von Mintz vom 31. Juli 1919 über die Annahme des Regierungspostens

Seine politische Laufbahn begann Mintz 1918 in der lettischen Unabhängigkeitsbewegung, für die er Deputierter zunächst im provisorischen Lettischen Nationalrat, dann in der verfassunggebenden Versammlung war. Die in großen Teilen bis heute gültige Verfassung Lettlands wurde von ihm wesentlich geprägt. In den Jahren von 1919 bis 1921 (Regierung Ulmanis) war Paul Mintz Staatskontrolleur im Range eines Ministers, zudem Arbeitsminister der Republik Lettland sowie zwischenzeitlich Präsident des lettischen Rechnungshofs. Er war Mitglied der Jüdischen Nationaldemokratischen Partei (Ebreju nacionāldemokrātu partija).
Als Vorsitzender der Kommission für ein neues Strafgesetzbuch war Paul Mintz in den 1920er Jahren federführend verantwortlich für das lettische Strafgesetzbuch von 1933. Letzteres war für seine Zeit eher fortschrittlich. Mintz repräsentierte Lettland auf den internationalen Konferenzen für Strafrecht 1925 in London und 1935 in Berlin, bei der Internationalen Kommission für Strafrecht in Bern 1934 sowie beim Internationalen Büro für die Vereinheitlichung des Strafrechts in Bukarest. Gegenüber den autoritären Tendenzen der 1930er Jahre in Lettland blieb er einer der wenigen warnenden Stimmen; als Strafrechtler bemühte er sich um eine Mittlerrolle zwischen dem formalistischen Strafrechtsdenken deutscher Prägung und der noch durch die klassische russische Schule der Zarenzeit geprägten Strafjustiz Lettlands.
1940 verbannte ihn die sowjetische Okkupationsmacht samt seiner Familie nach Sibirien, wo er 1941 im Taischeter Lager starb.

## Familie
Paul Mintz’ Bruder, der Arzt Wladimir Mintz (1872–1945), starb im KZ Buchenwald.

## Werk
Paul Mintz galt als wichtigster Vertreter der liberalen Jurisprudenz im unabhängigen Lettland, sein politischer Einfluss war jedenfalls in den 1920er Jahren groß. Einem europäischen Verständnis von Recht widmete er sein besonderes Engagement; die Erhaltung des Rechtsstaates und der Einsatz für ein friedliches Miteinander in Europa prägten ihn bis zu seinem Lebensende. Heute ehrt ihn die Universität Tel Aviv mit der „Prof. Paul Mintz Hall“ in der Juristischen Fakultät (Buchmann Faculty of Law). Das Museum Juden in Lettland widmete ihm 2021/2022 eine Sonderausstellung.

## Schriften
- Die Lehre von der Beihilfe. Eine zur Erlangung des Grades eines Magisters des Strafrechts der Juristischen Fakultät der Kaiserlichen Universität zu Dorpat vorgelegte Abhandlung. Müllersche Buchdruckerei, Riga 1892. (Digitalisat) der Universität Tartu